# Kannenberg (Adelsgeschlecht)

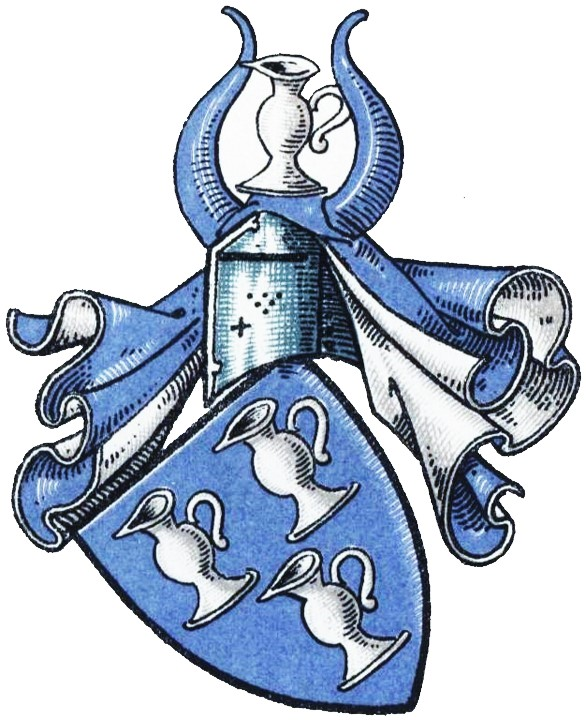
Stammwappen derer von Kannenberg

Die Herren von Kannenberg waren ein Adelsgeschlecht aus der Altmark.

## Geschichte
Erstmals erscheint die Familie urkundlich mit Elias von Kannenberg (Helyas kannenborg) im Jahr 1320. Der Stammsitz des Geschlechts war der Adelssitz Kannenberg in der Altmark, heute ein Ortsteil der Gemeinde Iden im Landkreis Stendal im Norden des Landes Sachsen-Anhalt, den die Familie bis 1764 besessen hat. 
Erst im 17. und 18. Jahrhundert vermehrte sich der Grundbesitz in erheblichen Umfang. In der Altmark besaß die Familie Güter in Arensberg (urkundl. 1762), Ballerstedt (1673), Barsberge (1673–1762), Barsewisch bei Osterburg (1673), Bellingen (1376), Berge (1673–1762), Groß Beuster (1673), Beverlake bei Kannenberg (1673–1762), Busch (1513–1762), Kossebau (1673), Dobbrun (1673), Drüsedau-Lindhof (1673), Düsedau (1660–1673), Germerslage (1673), Giesenslage (1673–1723), Herzfelde (1673), Iden (1392–1762), u. a. Gut Käcklitz, Calberwisch (1673), Königsmark-Packebusch (1673), Krumke (1649–1762), Lichterfelde (1384–1673), Lindenberg (1673), Losse (1723–1728), Meseberg (1673), Möllenbeck (1673), Natterheide (1723–1728), Neukirchen (1673), Polkau (1673), Räbel (1653–1762), Rossauerberge (1673), Schallun (1673), Schwarzenhagen (1673), Schwarzholz (1673), Groß Schwechten (1673) und Wasmerslage (1392). Hinzu kamen Güter in Pinnow (Uckermark) (1345), das freie Burglehn Rommenau (polnisch: Romnów) im Fürstentum Breslau (1714), das Rittergut Aschrode in der Grafschaft Hohnstein, in der Grafschaft Mansfeld das Unteramt Eisleben (1723) sowie ab 1666 die Erbmarschallwürde des Fürstentums Minden. Ebendort gehörte ihnen auch das Rittergut Himmelreich in Friedewalde (1662).
Die Familie führte den Freiherrentitel, obwohl von einer Verleihung desselben nichts bekannt ist.
Im Mannesstamm erlosch das Geschlecht mit dem Tod von Friedrich Wilhelm von Kannenberg am 22. Mai 1762. Die Letzte des Geschlechts war dessen Tochter, die mit dem königlich-preußischen Generalmajor Henning Alexander von Kahlden verheiratete Friederike Wilhelmine Sophie von Kannenberg, die am 19. März 1806 verstarb.

## Persönlichkeiten
- Caspar von Kannenberg († 1605), 1588–1605 Domdechant in Halberstadt; ein für ihn von Sebastian Ertle erstelltes Epitaph findet sich im Dom zu Halberstadt
- Christoph von Kannenberg (1615–1673), kurbrandenburger Geheimer Kriegsrat, Generalleutnant der Kavallerie, Kammerherr, Obrist zu Roß dazu Gouverneur der Festung Minden, Erbmarschall des Fürstentums Minden
- Friedrich Wilhelm von Kannenberg († 1714), Sohn des Christoph von Kannenberg, Erbmarschall des Fürstentums Minden, Domherr zu Halberstadt, kursächsischer und königlich-polnischer sowie kurbrandenburgischer und danach königlich-preußischer Kammerherr
- Friedrich Wilhelm von Kannenberg (1693–1762), Regimentschef des Dragoner-Regiments 4, Oberhofmeister bei der Königin Elisabeth Christine, Erbmarschall des Fürstentums Minden.

## Wappen
- Blasonierung: In Blau drei (2:1) silberne Henkelkannen. Auf dem gekrönten Helm eine silberne Henkelkanne zwischen zwei blauen Büffelhörnern. Die Helmdecken sind blau-silbern.[10]